# Calaf (Turandot)
- Acest articol se referă la personajul Calaf din opera Turandot. Pentru alte sensuri, vedeți Calaf (dezambiguizare).

Calaf este personajul principal masculin din opera Turandot a compozitorului italian Giacomo Puccini.  Calaf, Il principe ignoto (în română, Principele necunoscut), se îndrăgostește la prima vedere de frumoasa, dar distanta Prințesă Turandot, riscându-și cu prețul posibil al vieții sale, dreptul de a o peți pe recea prințesă.
Calaf este probabil cel mai bine cunoscut în lumea muzicală și în afara acesteia pentru interpretarea ariei din actul final al operei Turandot, devenită celebră în decursul secolului XX, sub numele de Nessun dorma. 